# Aloe decaryi
Aloe decaryi é uma espécie de liliopsida do gênero Aloe, pertencente à família Asphodelaceae.